# Шлайсхайм (дворец)
Дворец Шлайсхайм (на немски: Schloss Schleißheim) е комплекс от дворци в Обершлайсхайм до Мюнхен в Горна Бавария. Комплексът се състои от три отделни дворци от 17 и 18 век, свързани чрез голям парк.
Дворецът е построен от Максимилиан I и разширен от Фердинанд Мария по повод брака на Максимилиан Емануел с ерцхерцогиня Мария Антония.  Максимилиан II Емануел построява лятната резиденция Лустхайм („Къщата на удоволствието“) с архитекти Енрико Дзукали (ученик на Бернини) и Йозеф Ефнер. 